# 20187 Janapittichová
20187 Janapittichová è un asteroide areosecante. Scoperto nel 1997, presenta un'orbita caratterizzata da un semiasse maggiore pari a 2,3382972 UA e da un'eccentricità di 0,2876360, inclinata di 22,25578° rispetto all'eclittica.
L'asteroide è dedicato all'astronoma slovacca Jana Pittichová.